# 노부나가의 야망 패왕전
《노부나가의 야망 패왕전》(일본어: 信長の野望・覇王伝)은 1993년에 코에이에서 PC-98판이 발매된 역사 시뮬레이션 게임 노부나가의 야망 시리즈의 다섯 번째 작품이다. 후에 X68000, FM TOWNS, 윈도우, DOS/V, 슈퍼 패미컴, 메가 드라이브, 메가 CD, 3DO, 플레이스테이션으로 이식되었다. 휴대 전화용 어플리로서도 판매되었다.
시리즈에서 처음으로 파워업키트가 발매된 작품이지만, 이는 PC-98판만으로 그 이외의 기종에서는 발매되지 않았다. 단, FM TOWNS판・메가 CD판・3DO판에서는 통상판에 파워업키트의 일부가 포함되어 있다.
또, PC9801판으로서, 최초로 하드 디스크에 인스톨에 대응한 작품이기도 하다.

## 내용

### 개요
전국 약 60개 구니에 존재하는 다이묘 가문 중에서 1개를 선택하여 전국통일을 목표로 하는 점은 지금까지의 시리즈와 같지만, 지금까지의 구니를 뺏는 시스템에서 성을 뺏는 시스템으로 변경되었다. 1개의 구니에는 성이 복수(2개 혹은 3개의 성:기종에 따라서는 최대 5개)로 존재하고, 본성과 지성으로 나뉘었다. 본성에서는 지성에 대해 평정을 열어 명령을 내릴 수 있다. 성 단위가 되면서 다이묘의 수도 전작 《무장풍운록》보다 많아졌다. 또 도호쿠 지방은 전작의 데와가 기타데와, 미나미데와로, 무쓰가 무쓰, 리쿠츄로 분할되었지만, 본래의 리쿠츄에 해당하는 지역은 무쓰에 포함되고, 리쿠젠에 해당하는 지역이 리쿠츄가 되었다. 리쿠젠은 전작처럼 본래의 이와키·이와시로에 해당하는 지역인 채로 변함없다. 그 이외에도 지행제(知行制)나 관위를 도입하는 등, 전작까지의 시스템보다 더욱 사실에 가까운 다양한 시도가 이루어졌다. 다만 1년을 12개월로 나누고, 한 달마다 턴이 진행되는 점은 지금까지와 같다.
컴퓨터의 사고가 뉴럴 네트워크에 따라 행해지는 것으로 유명해졌다.

### 종속 다이묘 시스템
본작에서는 지금까지의 대등한 동맹에 더하여 종속 동맹·우위 동맹을 맺을 수 있게 되었고, 우위 동맹을 맺은 다이묘는 종속시킨 상대방에게 원군을 강요할 수 있게 되었다. 반대로 종속 동맹을 맺은 경우는 종속한 상대방에게 원군을 강요당하게 된다. 그 뿐만이 아니라 전국의 모든 성을 지배하에 둠으로써 가능한 통일, 즉 '무력 통일'에 의하지 않고서도, 세이이타이쇼군(征夷大將軍)이 되어 다른 다이묘를 모두 복속시키는 것에 의한 통일, 즉 '동맹 통일'이 가능하게 되었다. 이 종속 다이묘 시스템은 《천상기》에서 《열풍전》까지의 3작품에서는 소멸되지만, 《람세기》 이후에는 부활하게 된다. 다만 《람세기》 이후에는 종속 통일(다른 다이묘 가문에 종속하여, 그 다이묘 가문이 전술한 '동맹 통일'을 달성하는 것에 의한 통일)은 가능하지 않고, 컴퓨터가 담당하는, 플레이어를 종속시킨 다이묘가 조건을 만족해도 게임 오버로 판정될 뿐이다.

### 능력치
무장의 능력치는 숨은 것도 포함해 정치, 전투, 지모, 지휘(采配), 야망, 의리, 상성이 있다. 지모가 본작부터 새롭게 등장했다. 다만 《람세기》 이후는 지략으로 변경되었다. 전쟁에 관계되는 파라미터는 본작에서는 전투와 지휘로 나눌 수 있다. 전투는 전쟁에서 공격 시, 병사의 훈련 시에, 지휘는 방어 시, 병사의 고용 시와 관련이 있다.

### 조정·관위의 추가와 그에 따른 변화
본작에서는 처음으로 관위도 본격적으로 등장하고, 조정에 헌금을 내는 일을 반복하면 서임 받을 수 있게 되었다. 서임되는 것은 다이묘뿐이지만, 복수의 관위를 가지고 있다면, 논공행상에서 최고위 이외의 관위로 가신을 서임시키는 것도 가능하다. 이 영향으로 전작 《무장풍운록》까지에서는 관직을 통칭으로 사용한 이름으로 등장했던 무장이, 실명이 알려진 무장은 실명으로 바뀌고, 실명이 불확실한 무장은 삭제되었다. 초기의 작품에서는 실명보다도 지명도가 높은 통칭이 우선되었지만, 본작은 실명 표기의 전환점이 되었다.
- 통칭이 실명으로 바뀐 예

- 가나가미 도토미노카미(金上遠江守) → 가나가미 모리하루
- 도리야오 이와미노카미(鳥屋尾石見守) → 도리야오 미쓰히데

- 삭제된 예

- 오쿠야마 히타치노스케(奥山常陸介)
- 가사하라 미마사카노카미(笠原美作守)
- 마쓰모토 즈쇼노스케(松本図書助)

### 논공행상
본작에서는 시리즈의 다른 작품과 달리, 배하의 충성도가 수치로는 명시되지 않았다. 그 대신에 배하 무장을 행동시킬 때에 필요한 '기합'의 회복도를 충성도의 기준으로 하게 되었다. 무장에게 명령을 반복하면 훈공이 쌓이는데, 그대로 방치해 두면 충성도가 내려간다. 충성도가 낮아지면, 즉 기합의 회복도가 내려가면, 내정 등 커맨드를 실행 시켜도 대단한 움직임을 보이지 않게 되고, 때로는 이반한다. 이것을 막으려면 논공행상을 열고 충성도를 올리지 않으면 안 된다.
전작 《무장풍운록》에서는 가신에의 은상으로써 다기가 주어졌지만, 본작에서는 영지의 가증과 그 외의 다양한 은상을 주는 것이 가능하게 되었다. 현지 영주로 삼아 토지를 지배하게 하는 지방 지행제를 도입했다. 시리즈의 다른 작품에서는 시스템 상 무장이 마치 다이묘로부터 병사를 받아 전투를 하고 있는 것 같이 표현되기도 하지만, 본작에서는 보다 사실을 반영한 형태가 되었다. 가신이 사실상 영유했던 토지나 서임되었던 관위를 게임 상에서도 주어, 보다 센고쿠 다이묘의 기분을 느낄 수 있게 되었다.
또 아이템도 다기에 더해, 무기·방어구,외래품 등 종류가 비약적으로 증가했다. 또한, 효과는 적지만, 무료로 발행할 수 있는 표창장(感状)도 있다. 모두 훈공에 따라 필요한 양(또는 아이템의 등급)은 늘어나고, 훈공에 알맞지 않은 행상(즉, 배하가 부당하다고 판단하는 행상)을 행하면 충성도가 낮아지게 된다. 본작부터 가보의 변형이 늘어났고, 복수의 능력을 높여주는 것도 있다.
그 외에는 '일자배령(一字拝領)'을 허가하는, 즉 가신에게 다이묘의 이름 중 한 글자를 주어 은상으로 하는 것도 가능하다. 다만 가신의 본래 이름을 알기 힘들어지는 결점도 있다. 또 일부의 기종에서는 다이묘와 가신의 조합에 따라서는, 오다 노부나가(織田信長)가 류조지 나가노부(龍造寺長信)에게 주는 것이나 조소카베 모토치카(長宗我部元親)가 미무라 모토치카(三村元親)에게 줄 때처럼 이름이 바뀌지 않는 경우도 있고, 다케다 신겐(武田信玄)이 고사카 마사노부(高坂昌信)에게 한자를 주면 '고사카 노부노부(高坂信信)'처럼 기묘한 이름이 되는 경우도 있다.
또 전작에서는 군사의 자격을 가진 인물 중에서 가장 능력이 높은 인물이 자동적으로 군사가 되었지만, 본작에서는 군사의 능력이 되는 인물이 2명 이상 있어도 자신이 선택할 수 있게 되었다. 다만 군사의 직접적인 역할은 논공행상 때에 조언을 하는 정도이다.
- 금전은 가장 간편하지만, 충성도는 올리기 어렵다.
- 영지 가증은 충성도도 올라가지만, 가증한 만큼 다이묘의 쌀 수입이 준다. 충성도를 희생해, 감봉하는 것도 가능하다.
- 영지 전봉은, 교토에 가까운 토지로 옮기면 충성도가 올라가지만, 반대로 좌천이라고 해석되면 충성도가 내려간다. 다만 가증하는 것으로 저하를 피할 수 있다.
- 가보는 충성도가 크게 오르고, 다대한 훈공으로 보답할 수 있다.
- 배령은 다이묘의 이름을 한자 주는 것으로 효과도 높지만 한 번만 사용할 수 있다(가신의 주군이 바뀌어도).
- 표창장은 다이묘의 정치가 높은 만큼 효과가 높고, 많이 발행할 수 있지만, 다른 것에 비하여 낮은 훈공 밖에 사용하지 못한다.
- 가신에게 관위 서임을 알선하는 것이 가능하다. 이것도 효과는 높다. 다만, 이미 관위를 가지고 있는 가신에게는 비록 상위의 관위라도 다른 관위를 주는 것은 가능하지 않고, 승진시키려면 일단 박탈하지 않으면 안 된다.
- 가신의 추방도 논공행상에서 한다. 그리고 가신에게 할복을 명하는 것도 가능하게 되었다. 그러나 모든 가신의 충성도가 내려가게 된다. 또, 다른 가신이 연좌하거나, 가신이 할복에 응하지 않고 도망치는 경우도 있다.

다이묘 본인은 아무리 행동시켜도 훈공이 쌓이지 않아서, 게임의 진행에 다이묘만을 사용하는 플레이어도 있다. 또, 영지가 늘어난 가신을 최전선의 영지로 전봉하고 억지로 그 구니를 적에게 주면, 그 가신의 영지는 없어지지만, 왜인지 가신으로부터의 불만은 나오지 않기 때문에, 그 만큼 주어지는 영지가 늘어나게 되는 테크닉도 있다.
한편으로 지행제는 단순히 금이나 쌀을 봉록으로 주는 시스템보다 이해하기 어려운 면이 있고, 논공행상은 가신단이 확대되는 만큼 손이 많이 가게되는 면도 있다. 그 때문인지 시리즈에서 지행제를 도입한 시스템이 받아들여진 것도 《람세기》까지였다.

### 凸형 전투 유닛
전투 때에는 부대의 방향 개념이 추가되어, 상당한 병력 차이도 전술로 커버할 수 있게 되었다. 공성전은 기본적으로 성을 공격하는 것 뿐인 약간 단조로운 형태가 되었다. 凸형 유닛에 의한 전투 표시는 인상적이었지만, 그 후의 작품에서는 도입되지 않았다.

### 기종에 따른 차이점
본작의 가정용 이식판은, 일부 기종에서는 세이브 데이터 용량의 관계로 PC판의 요소를 일부 삭제한 것도 있다. SFC, MD, MCD, 휴대 전화판에서는 성의 수를 약 170에서 110으로 축소하고, 전장에서의 부대 볼륨도 줄어들었다.
PC9801판에서는 본체의 CPU가 80286 이상이 아니면 동작하지 않는다.
FM TOWNS판에서는 화면 해상도가 PC9801보다 큰 것을 살려 다이묘 가문의 데이터를 표시하고, 무장들의 메시지도 난바 케이이치(역사 이벤트의 도요토미 히데요시 등을 담당)를 비롯한 성우들의 음성이 입혀졌다.
또 Windows판은 코에이 정번 시리즈도 포함하여 Windows XP에서의 동작 불능이 공식으로 발표되고, 다른 작품처럼 XP 대응판의 발매도 이뤄지지 않았지만, 호환 모드 등으로의(비공식의) 동작 방법도 2008년 현재 발표되지 않았다. 그 때문에 플레이는 Windows 2000 이전의 OS 환경이 필요하다.

### 시나리오
- 시나리오 1 - 1551년 노부나가 출세(信長出世)
- 시나리오 2 - 1568년 천하포무(天下布武)
- 시나리오 3 - 1582년 평안락토(平安楽土)

## 파워업키트
노부나가의 야망 시리즈에서는 처음인 파워업키트였지만, 본작으로 발매된 것은 PC9801판뿐었으나 2013년 30주년 기념팩이 발매되면서 30주년 기념팩에 Windows판으로 패왕전 파워업키트가 출시되었다.

### 주요 특징
- 컴퓨터의 사고를 강화했다.
- 새로운 시나리오가 추가되었다.
- 이벤트가 추가되었다.
- 무장의 능력 편집이 가능해졌다.
- 신무장 등록이 가능해졌다.

### 추가 시나리오
- 시나리오 0 - 1534년 군웅할거(群雄割拠)
- 시나리오 4 - 1583년 야망전생(野望転生)

FM TOWNS판에서는 표준 탑재, 메가 CD, 3DO판에서는 시나리오 4만 탑재되었다. 시나리오 4는 노부나가 사후의 시나리오이며, 시나리오 0은 노부나가가 다이묘가 아니었을 때의 시나리오로, 새로운 시나리오의 시작 연도는 시리즈에서는 본작이 처음이었다.

## 음악
간노 요코(菅野よう子)가 전곡을 작곡했다. 게임 본편과는 별개로 평가되고 있고, TV 방송 BGM 등으로 사용되는 경우도 많다.

### CD
- 노부나가의 야망 패왕전 KECH-1033
- 코에이 오리지널 BGM집 Vol. 10 노부나가의 야망 패왕전 / 대항해시대 II KECH-1053 (슈퍼 패미컴판의 음원을 그대로 사용)